# Jacky Avril
Jacky Avril (Vierzon, 19 luglio 1964) è un ex canoista francese.

## Palmarès
- Giochi olimpici

Barcellona 1992: bronzo nello slalom C1.
- Mondiali - Slalom

Bourg-Saint-Maurice 1987: argento nel C1 a squadre.
Savage River 1989: argento nel C1 a squadre.
Tacen 1991: argento nel C1 a squadre, bronzo nel C1.